# Dicranoptycha formosensis
Dicranoptycha formosensis is een tweevleugelige uit de familie steltmuggen (Limoniidae). De soort komt voor in het Oriëntaals gebied.